# Xã Jackson, Quận Maries, Missouri
Xã Jackson (tiếng Anh: Jackson Township) là một xã thuộc quận Maries, tiểu bang Missouri, Hoa Kỳ. Năm 2010, dân số của xã này là 2.164 người.